# Tangos del Bar del Infierno
Tangos del Bar del Infierno es un álbum del escritor y músico argentino Alejandro Dolina, editado en 2004.
El álbum surge del programa de televisión Bar del Infierno, ciclo de ficción que incluía secuencias musicales, muchas de ellas compuestas especialmente por el propio Dolina.

## Lista de canciones
1. Esclavo  (Joaquín Mora, José María Contursi)
Canta: Alejandro Dolina
2. Tarjeta Postal  (Sebastián Piana, Cátulo Castillo)
Canta: Alejandro Dolina
3. Monte Criollo  (Francisco Pracánico, Homero Manzi)
Canta: Alejandro Dolina
4. Si yo nací de tu pincel (Alejandro Dolina)
Cantan: Karina Beorlegui - Alejandro Dolina
5. Hoy nos iremos de aquí (Alejandro Dolina)
Canta: Coro
6. Una lágrima (Nicolás Verona, Eugenio Cárdenas)
Canta: Ruth Attaguile
7. La solita (Enrique Cantore, Edmundo Rivero, Víctor Buchino)
Canta: María Marta Pizzi
Guitarra: Horacio Burgos
8. El baño de la Paternal (Alejandro Dolina)
Canta: Coro
9. No Placé (Francisco Loiacono, Juan José Riverol)
Canta: Alejandro Dolina
10. Mañana zarpa un barco (Lucio Demare, Homero Manzi)
Canta: Karina Beorlegui
11. Los dentistas (Mr. Sandman) (Pat Ballard)
Cantan: Manuel Moreira - Ale Dolina - Martín Dolina - Pol González
12. Carrousel (Armando Pontier, Federico Silva)
Canta: Alejandro Dolina
13. Indiferencia (Rodolfo Biagi, Juan Carlos Thorry)
Canta: Alejandro Dolina
14. Simón Mago (Just You, Just Me) (Raymond Klages, Jesse Greer)
Canta: Coro
15. Because (John Lennon, Paul McCartney)
Cantan: Manuel Moreira - Ale Dolina - Martín Dolina - Pol González
Piano: Ale Dolina
16. Niebla fatal (Alejandro Dolina)
Canta: Ruth Attaguile
17. Yo tan sólo veinte años tenía (Julio César Sanders, Enrique Cadícamo)
Canta: Alejandro Dolina
Guitarras: Carlos Salmone - Carlos Soria - Gabriel Rolón
18. El mejor amor (Alejandro Dolina) Instrumental
Arreglo y dirección: Federico Mizrahi
19. Moneda falsa (Alejandro Dolina) Instrumental
Solista de piano: Federico Mizrahi

## Elenco
Canto: Alejandro Dolina • Karina Beorlegui • Ruth Attaguile • María Marta Pizzi • Manuel Moreira • Pol González • Ale Dolina • Martín Dolina.
Arreglos y dirección: Federico Mizrahi • Fernando Marzán.
Arreglos y dirección de coros: Ale Dolina.
Pianos: Federico Mizrahi (1, 3, 4, 5, 18, 19) • Fernando Marzán (2, 6, 10, 12, 13, 16) • Mario Oscar Herrerías (9) • Ale Dolina (15).
Violines: Javier Casalla (3, 9) • Pablo Agri (4, 18) • Christine Brebes (2, 5, 6, 10, 12, 13, 16) • Oscar Gullace (1) • Alicia Bilecki (1).
Violas: Carmen Abolsky (1) • Benjamín Bru Pesce (18).
Cellos: Dimitri Rodnoi (2, 3, 4, 5, 6, 9, 10, 12, 13, 16, 18) • Patricio Villarejo (1) • Benjamín Bru Pesce.
Guitarras: Carlos Juárez • Carlos Soria (17) • Carlos Salmone (17) • Gabriel Rolón (17).
Clarinetes: Eduardo Prado • Guillermo Sánchez (18).
Corno inglés: Marcelo Baus (18).
Guitarrista invitado: Horacio Burgos (7).
Arreglador invitado: Mario Oscar Herrerías.
Grabación y mezcla: Fabiola A. Russo.
- Temas correspondientes a la banda de sonido del programa Bar del Infierno.
Producción: Maica Iglesias • Daniel Narezo.
Asistente de producción: Ianina Trigo.
Arte y diseño: www.calvanimartin.com.ar
Foto: Santiago Correa.
- Datos: Q6138658